# Masakazu Katsura

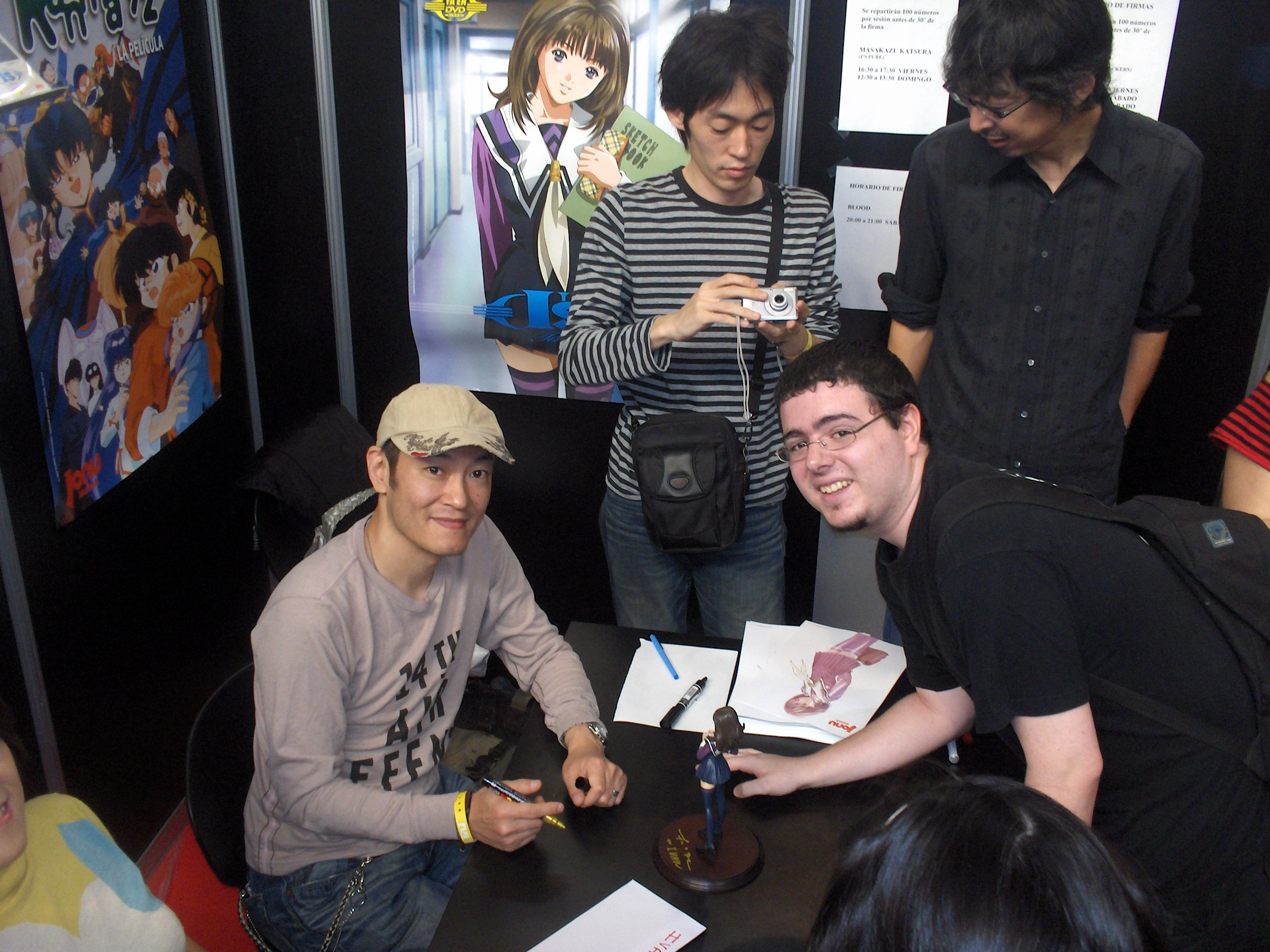
Masakazu Katsura (a la izquierda) en el XII Salón del Manga de L'Hospitalet de Llobregat (Barcelona) firmando una figura.

Masakazu Katsura (桂 正和; Katsura Masakazu, Fukui (Japón), 10 de diciembre de 1962) es un dibujante de manga. Es el creador de las afamadas historietas Video Girl Ai, DNA² y Zetman, así como el diseñador de los personajes del videojuego Love & Destroy y el reciente Astral Chain.
Para ver un listado actualizado de los artículos relacionados con este autor consulte aquí.

## Biografía
Al contrario que la mayoría de dibujantes, el sueño de Katsura no era convertirse en mangaka, pues, a pesar de tener aptitudes para ello, nunca se lo tomó muy en serio. Tampoco admiraba a los autores de manga de entonces (con la excepción de Fujio Akatsuka), y nunca hubiese llegado demasiado lejos en el mundo del manga si no se hubiese presentado al concurso Tezuka, para intentar conseguir la cadena estéreo del premio. No ganó, pero la segunda vez que se presentó, en 1982, consiguió el primer premio por su obra Tenkosei wa Hensohei. 
A partir de ahí, fue escalando posiciones rápidamente hasta que consiguió publicar de manera profesional su primera obra en la revista Weekly Shōnen Jump, de la editorial Shueisha: Wingman, la cual tuvo una duración de trece tomos y una serie de anime de 52 episodios. 
La siguiente obra de Katsura fue Vander, una historia con héroes transformables al más puro estilo nipón, y se desarrolló durante dos volúmenes. A esta obra le siguió Present from Lemon, que supuso un cambio radical en la temática que hasta entonces había ido llevando a cabo, pues el protagonista es un joven que lucha para abrirse paso en el mundo de la música. 
A partir de entonces, despega Katsura. Se estrena Video Girl Ai, un verdero portento de guion y dibujo, la obra cumbre de este autor. Tras el éxito de Video Girl Ai, Katsura dibuja DNA², que pretende ser más desenfadada, pero a pesar de su argumento original, su historia peca de falta de acierto en su desarrollo. Después Katsura se lanzaría al público con Shadow Lady, la obra más divertida, con diferencia, de toda su producción. 
Su siguiente obra de gran duración es I"s, la más larga que ha editado con 15 volúmenes, dejando de lado la fantasía y centrándose en una historia amorosa de instituto, al estilo de Video Girl Ai. Desde finales de 2002 se encuentra realizando Zetman, con una historia más oscura, para un público más adulto, llena de violencia y sexo.
En 2008 realizó la obra autoconclusiva Sae-chan Guu!! en colaboración con el afamado mangaka y amigo suyo Akira Toriyama, publicada en la revista Shonen Jump SQUARE. Ambos repetirán comenzando a finales de 2009 una serie con guion de Toriyama y dibujo de Katsura: Jiya.
Además, ha realizado numerosas colaboraciones, destacando el diseño de personajes para el videojuego Love x Destroy. También, y azuzado por su pasión por Batman, realizó el diseño de la figura que salió con motivo de la película The Dark Knight.

## Listado de obras
- Katsura ha creado otras obras de corta extensión: 
  - Tsubasa
  - Tenkousei wa Hensosei
  - Chiisana Akari
  - Natsu ni Suzumi
  - Aki no Suzumi
  - Gakuen Buntai 3 Parokan
  - Video Girl Complete Story
  - Entranze
  - Suzukase no Pantenon
  - Kana
  - Voguman
  - Woman in the Man
  - M
  - Dr. Chanbelee
  - Jiya (2009-), hecha con Akira Toriyama
  - Tiger & Bunny

- Las series más importantes que ha dibujado son:
  - Wingman
  - Vander
  - Present for Lemon
  - Video Girl Ai
  - DNA²
  - Shadow Lady
  - I"s  (1997-2000)
  - Zetman (2002-2014)

## Su obra
Las obras de Masakazu Katsura se caracterizan por ser tomadas desde el punto de vista de un chico adolescente que se enfrenta a problemas amorosos desafortunados. Este género revolucionó toda la industria del Manga creando situaciones muy recurrentes y originales que motivaron al público de Japón, como así todo el público de occidente, principalmente en España donde se publicaron las más grandes obras del mangaka. 

## En España
Su incursión en el panorama del manga en España vino de la mano de Norma Editorial que publicó Video Girl Ai en mayo de 1994, incluyendo Video Girl Len a modo de epílogo y posteriormente DNA² y Shadow Lady. Con el declive de esta editorial, Planeta deAgostini se hizo con los derechos de sus obras editando la esperada I"s y la obra corta de Zetman, y a continuación realizó las reediciones en tamaño tomo de Video Girl Ai, DNA² e I"s (con unas polémicas nuevas traducciones). 
En junio de 2006, Glénat adquirió los derechos para la publicación de la serie Zetman y Jonu Media los de su nueva versión animada de I"s llamada I"s Pure, la fecha de salida del primer número de ambos fue el 27 de octubre de 2006 coincidiendo con el Salón del Manga de L'Hospitalet de Llobregat, Barcelona, donde el autor personalmente acudió al certamen para firmar autógrafos.
En 2009 Planeta deAgostini vuelve a editar I"s siguiendo el formato de edición Kanzeban.